# Abdennebi Benaissa
Benaissa Abdennebi (en arabe : بن عيسى عبد النبي), né le 23 juin 1950 à Blida , est un neurochirurgien algérien, membre de l’académie mondiale de neurochirurgie. Il est connu essentiellement pour avoir introduit la neurochirurgie fonctionnelle en Algérie en particulier la chirurgie de la maladie de Parkinson.

## Enfance, études et carrière professionnelle
Il est le troisième enfant de Hassen Abdennebi, ingénieur urbaniste, et de Fatima Zahra Miri. De 1956 à 1962, Il est élève à l’école « Pierre Cazenave » de Blida. Il a suivi son enseignement secondaire à Alger aux lycées Victor Hugo (aujourd’hui lycée Omar Racim) de 1963 à 1966 puis au lycée El Idrissi en 1967 et 1968. Ses études médicales à la faculté de Médecine et de Pharmacie d’Alger commenceront cette même année et seront sanctionnées en 1975 par le diplôme de docteur en médecine,. Il débuta alors sa formation en neurochirurgie au niveau de l’hôpital Mustapha. Elle s’étalera jusqu’en 1979. Il séjourne et se perfectionne de 1983 à 1985 auprès des Professeurs Marc Sindou  à Lyon et Gazi Yasargil à Zurich. En 1985, Il devient docent, ou professeur agrégé. En 1989, Il est affecté au niveau de l’hôpital Salim Zemirli où il structure le service de neurochirurgie dont il sera le professeur chef de service jusqu’en 2017.

## Introduction des techniques de neurochirurgie fonctionnelle en Algérie
Son séjour à l’étranger lui a permis de s’aguerrir davantage avec la microchirurgie et d’acquérir de nouvelles techniques neurochirurgicales en particulier celles de la douleur chronique, de la névralgie trigéminale essentielle et de la spasticité, ce qu’il entreprend à Alger dès 1985. Dans ce domaine de neurochirurgie fonctionnelle, des patients souffrant de mouvements anormaux, maladie de Parkinson et dystonie, sont opérés pour la première fois, par stimulation cérébrale profonde, respectivement en 2004 et 2011. La stimulation médullaire chez les malades souffrant de douleurs chroniques aux membres inférieurs est entamée elle aussi en 2011.

## Fonctions et titres
Passionné par la formation des neurochirurgiens et leur perfectionnement, il est élu président du comité pédagogique national de Neurochirurgie en 1991 et président de la Société Algérienne de Neurochirurgie en 2000.
À l’échelle régionale, il préside en 2010 aux destinées de la Pan Arab Neurosurgical Society; il a été secrétaire général de l’Arab Spine Society en 2014 et président Honoraire de la Middle East Stereotactic and Functional Neurosurgical Society en 2016. Au niveau international, il est membre de la World Academy of Neurological Surgeons depuis 2011 et membre du comité directeur de la Word Society of Stereotactic and Functional Neurosurgery en 2017.
Parallèlement à l’enseignement prodigué au niveau de la Faculté de Médecine d’Alger, il préside depuis 2012 la commission académique de Neurochirurgie au niveau de l’Arab board of health specialisations sous tutelle de la Ligue Arabe et est membre du collège d’enseignants de l’Arab Spine Diploma depuis 2014.
Il est membre de l’International Advisory Board of Neurosurgery depuis 2010 et a été reviewer dans plusieurs autres revues internationales dont Acta Neurochirurgica, African Journal of Neurosciences, Pan Arab Journal of Neurosurgery.

## Récompenses et prix
Il lui a été décerné en 1996 le prix de la meilleure publication scientifique nationale de la « Fondation pour la Promotion de la Santé et de la Recherche Médicale » (FOREM). Une cérémonie d’hommage et de mérite a été organisée en son honneur par le Haut Conseil Islamique à l’occasion de son élection au sein de la World Academy of Neurological Surgeons en 2011 .
Il a été fait Citoyen d’honneur de la ville de Tozeur en 2003. La médaille de la présidence de la Société Pan Arab de Neurochirurgie lui a été remise en 2010. Des hommages lui ont été rendus par la Société Maghrebine de Neurochirurgie en 2015 à Tunis et par la Faculté de Médecine d'Annaba en 2016. La même année, il a remporté la médaille du savant algérien de l’année 2016 décernée par la fondation Wissam El Alim El Djazaïr ,.